# Les Lèves-et-Thoumeyragues

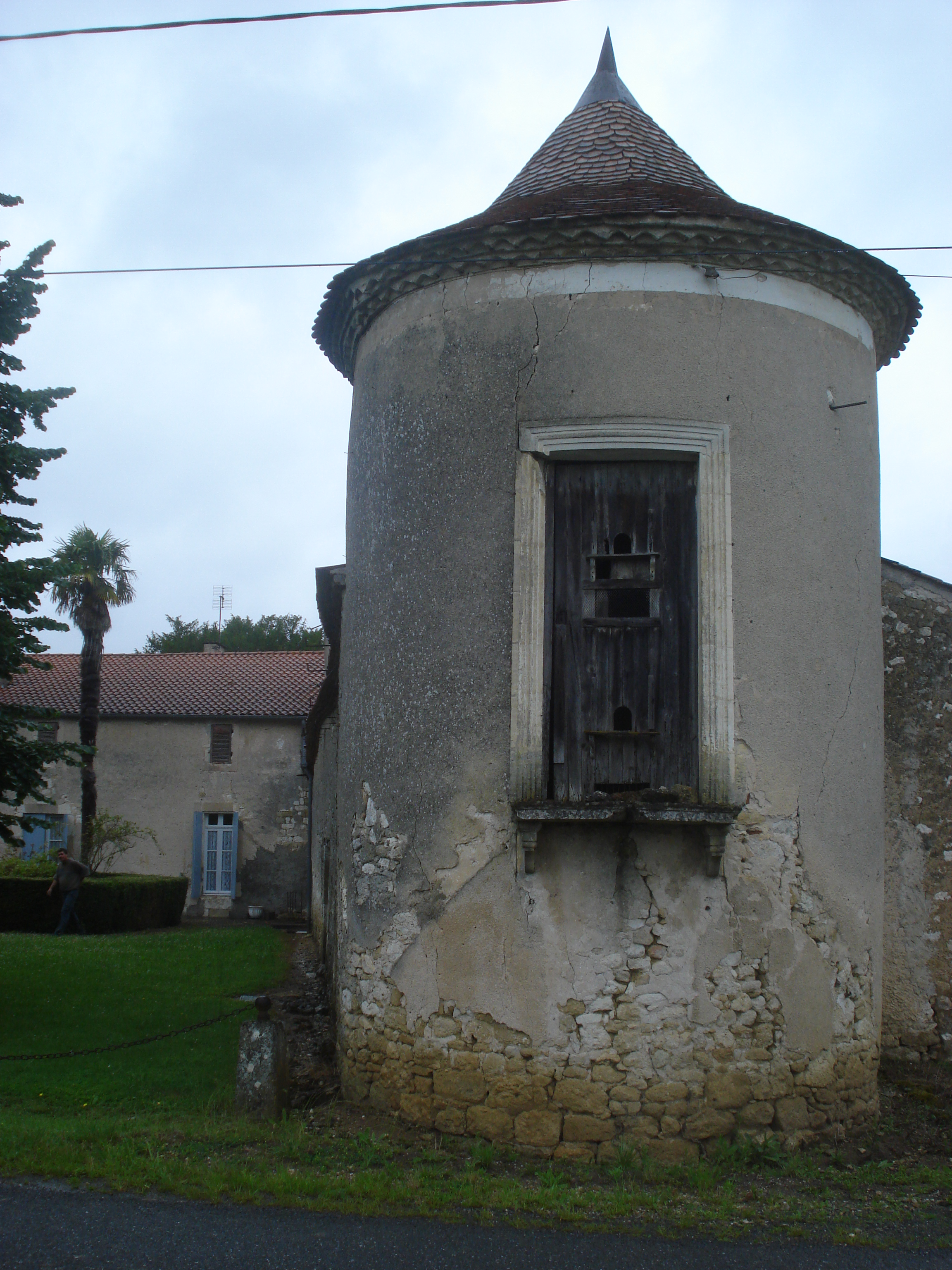
Postduifhok

Les Lèves-et-Thoumeyragues is een gemeente in het Franse departement Gironde (regio Nouvelle-Aquitaine) en telt 542 inwoners (2005). De plaats maakt deel uit van het arrondissement Libourne.

## Geografie
De oppervlakte van Les Lèves-et-Thoumeyragues bedraagt 15,7 km², de bevolkingsdichtheid is 34,5 inwoners per km².
De onderstaande kaart toont de ligging van Les Lèves-et-Thoumeyragues met de belangrijkste infrastructuur en aangrenzende gemeenten.

## Demografie
Onderstaande figuur toont het verloop van het inwonertal (bron: INSEE-tellingen).

## Fotografie
- www.les-leves.com Deze website in het Engels en Frans geeft een uitstekende visuele indruk van Les Leves et Thoumeyragues.

1. ↑  Populations de référence 2022.